# 豆门乡
豆门乡，是中华人民共和国河南省周口市淮阳区下辖的一个乡镇级行政单位。

## 行政区划
豆门乡下辖以下地区：
豆东村、贾营村、张集村、马楼村、万庄村、豆西村、武湾村、三合庄村、夏刘营村、红山村、八营村、楚庄村、刘西村、刘东村、马营村、肖庄村、张庄村、孙营村、胡营村和王庄村。